# Guido Presel
Guido Presel (Trieste, 3 dicembre 1913 – Somorrostro, 5 giugno 1937) è stato un militare e aviatore italiano, asso dell'Aviazione Legionaria durante la guerra civile spagnola, conseguì 12 vittorie aeree accertate e 2 non confermate, più due velivoli distrutti al suolo. Fu decorato con la medaglia d'oro al valor militare alla memoria.

## Biografia
Nacque a Trieste il 3 dicembre 1913. Mentre studiava ingegneria industriale, nell'aprile 1934 fu chiamato a prestare servizio militare nella Regia Aeronautica. Assegnato alla Scuola di Volo dell'Gruttaglie, in Puglia, nell'agosto dello stesso anno fu decorato con una 
Medaglia di bronzo al valore aeronautico per avere rischiato la vita per salvare un aereo dalla distruzione nel corso di un incendio. Completò il suo corso di volo nella stessa scuola due mesi dopo, e per aver usato il Fiat C.R.20, fu inviato ad un corso avanzato presso la Scuola caccia di Aviano, vicino all'aeroporto di Campoformido sede del 6º Stormo Caccia Terrestre, equipaggiato con i Fiat C.R.32. Con il grado di sergente si unì a questo reparto all'inizio del 1936, e dopo lo scoppio della guerra di Spagna chiese di partire volontario, con il nome di battaglia di "Sammartano"

### Guerra civile spagnola
All'alba del 14 agosto, il mercantile italiano Nereide scortato dai cacciatorpediniere Luca Tarigo, Antonio da Noli, e dagli incrociatori leggeri Giovanni delle Bande Nere e Muzio Attendolo della Regia Marina entrò nel porto di Melilla, sulla costa mediterranea del Marocco spagnolo. Questa importante città era stata occupata quattro settimane prima dalle forze nazionaliste guidate dallo stesso generale Francisco Franco. Il carico della nave era composto da 12 caccia CR.32, imbarcati nel porto italiano di La Spezia una settimana prima.
Oltre ai pezzi di ricambio per i caccia Fiat, la nave aveva anche trasportato 18 volontari dalla Regia Aeronautica in Nord Africa, con i loro passaporti recanti informazioni false. Tra di loro c'erano i primi 12 piloti di caccia italiani ad arrivare sul territorio spagnolo guidati dal capitano Vincenzo Dequal ("Paride Limonesi") del 1º Stormo Caccia Terrestre e i suoi piloti erano il tenente Vittor Ugo Ceccherelli ("Vaccarese"), anch'essa della 1º Stormo CT, tenente Ernesto Monico ("Preti") della 4º Stormo C.T. e sottotenente Giuseppe Cenni ("Vittorio Stella") del 1º Stormo C.T..
I restanti piloti arruolati erano il sergente maggiore Giuseppe Avvico ("Nannini") del 4º Stormo CT, il sergente maggiore Bruno Castellani ("Ribaudi") del 6º Stormo CT, il sergente maggiore Sirio Salvadori ("Salvo") del 4º Stormo CT, sergente Angelo Boetti ("Ilacqua") del 1º Stormo CT, sergente Adamo Giuglietti ("Guglielmotti") del 1º Stormo CT, sergente Giovanni Magistrini ("Marietti") del 1º Stormo CT, sergente Vincenzo Patriarca ("Boccolari") del 4º Stormo CT e sergente Guido Presel ("Sammartano") del 6º Stormo CT. I tecnici specialisti di terra erano composti da soli tre montatori di aerei e tre meccanici.
Dopo essere stati accolti dagli ufficiali spagnoli e dal locale console italiano, i piloti ed il personale di terra vennero immediatamente arruolati nel Tercio de Extranjeros con i loro gradi equivalenti.
I 12 CR.32 furono assemblati a Nador (Melilla) nel corso di diversi giorni e trasferiti per via aerea all'aeroporto di Siviglia, nel sud della Spagna, integrati nell'Aviación del Tercio. Essi formarono la prima unità da combattimento di questa forza, nota come 1ª Escuadrilla de Caza del Tercio o Squadriglia '"Cucaracha", di cui assunse il comando il capitano Dequal.
Le operazioni iniziali della nuova squadriglia consistettero in pattugliamenti e missioni singole come dettato dalle particolari esigenze operative e dalla limitata efficienza dei suoi velivoli. I piloti dei CR.32 all'inizio ebbero qualche problema ad entrare in combattimento con le loro controparti repubblicane, perché solo due delle decine di aerei della Fiat in campo hanno vantato bussole a seguito di una supervisione delle forniture in Italia! La mancanza di familiarità con il terreno spagnolo e le mappe inadeguatamente dettagliate hanno ulteriormente aggravato i problemi di navigazione dell'unità in aria, ed il risultato finale è stato il disorientamento del pilota che culmina in atterraggi di emergenza ed aerei danneggiati.
Inizialmente ai CR.32 vennero assegnati compiti difensivi a copertura delle forze nazionaliste in avanzata in Andalusia, proteggendole dagli attacchi aerei, e missioni di scorta ai bombardieri S.M.81. I biplani italiani fornirono anche copertura aerea alle colonne di fanteria dell'esercito d'Africa che erano state trasportate in Spagna negli Ju 52/3ms. Queste truppe erano particolarmente vulnerabili agli attacchi dell'aeronautica repubblicana, che nelle prime settimane del conflitto era superiori per numero di apparecchi a quelle nazionaliste, mentre avanzavano verso nord per occupare l'Estremadura occidentale. Il prossimo obiettivo dell'esercito nazionalista era la capitale spagnola, Madrid, che intendeva occupare in modo da rivendicare il riconoscimento internazionale a favore della nuova amministrazione nazionalista.
Il 30 agosto decollò col suo C.R.32 da Tablada (Siviglia) come scorta per uno Ju 52/3m diretto verso la Spagna nazionalista del nord. Mentre i due aerei si avvicinavano a Badajoz, al confine con il Portogallo, uno Hawker Fury (matricola "4-2") repubblicano, ai comando dell'alférez Félix Urtubi Ercilla appartenente al Grupo de Caza n. 11 distaccato sull'aeroporto di Don Benito), attaccò improvvisamente il trimotore Junkers. Egli ingaggiò immediatamente combattimento con il Fury, il cui pilota interruppe la sua ricerca dello Ju 52/3m e si concentrò sul duello con il C.R.32.
Il motore delle Fury si spense a causa della mancanza di carburante, e Urtubi Ercilla fu costretto ad atterrare vicino ad Alburquerque, in territorio controllato dai nazionalisti. Travestendosi da contadino e tenendo per la cavezza un asino, camminò per una settimana prima di raggiungere il territorio controllato dai repubblican, mantenendosi il più possibile lontano dalle strade principali e dalle aree abitate. Il Fury fu recuperato intatto dalle forze nazionaliste e reimesso in servizio.
Nel frattempo Presel, il cui C.R.32 non disponeva di bussola, si trovò a volare su un territorio sconosciuto, e quando il motore dell'aereo rimase senza carburante, dovette effettuare un atterraggio di emergenza in territorio portoghese, danneggiando il C.R.32 in fase di atterraggio. Fortunatamente per lui il governo portoghese sosteneva la causa nazionalista, e quindi in poco tempo recuperò l'aereo è ritornò a Tablada..
Il mattino del 25 settembre, durante una missione di pattugliamento, il capitano Vincenzo Dequal con quattro C.R.32 intercettò sei caccia nemici che stavano attaccando un paio di Ju 52/3m. Grazie all'intervento dei piloti italiani, i caccia avversari vennero dispersi. Dopo un breve duello, il sergente Bruno di Montegnacco abbatté uno Loire 46C1 vicino a Villamiel de Toledo.
Durante quel combattimento gli fu attribuita la disruzione di due caccia Dewoitine D.372, uno dei quali al comando del francese René Issard, membro della Escuadra España. Il 26 settembre abbatte un terzo D.372 durante un pattugliamento serale.
Il 21 ottobre lui, il sergente Brunetto di Montegnacco della 2ª Escuadrilla de Caza del Tercio, e il capitano Joaquín García-Morato eseguitono un pattugliamento difensivo sul fronte di Illescas, ed andarono all'attacco una formazione nemica composta da tre Loire 46C1, uno SPAD, un Dewoitine D.500, un Hawker Fury che scortavano un Potez e cinque Breguet 19. di montegnacco dichiarò l'abbattimento dello SPAD caduto sull'aeroporto Jetafe e del Potez, mentre Presel quello di un Loire 46 e il danneggiamento del Dewoitine D.500. Quello stesso giorno in una annotazione sul diario dell'Aviación il tenente colonnello Ruggero Bonomi commentò così la caduta dello "SPAD" rivendicato da Montegnacco: "Durante la notte siamo stati informati che lo SPAD armato di cannone era in realtà una macchina sperimentale che è stata effettivamente pilotata da un pilota collaudatore durante un volo dimostrativo". Questo velivolo fu inizialmente attribuito come Blériot-SPAD S.510C1, ma poiché solo 60 sono stati costruiti e tutti prestarono servizio nell'Armée de l'Air, probabilmente si trattava di uno Blériot-SPAD S.51 o di un Blériot-SPAD S.91 di cui uno di ciascun tipo è noto avere operato da Getafe in quel momento. Il Dewoitine D.500 danneggiato da Presel nell'inseguimento verso Madrid era probabilmente l'unico esempilare di quel tipo inviato in Spagna nel mese di ottobre, probabilmente era il prototipo dimostratore della versione da esportazione del caccia monoplano.
La mattina del 17 novembre, il capitán Ángel Salas ha guidato sette Fiat in un attacco contro due I-16 che hanno tentato di intercettare un volo di Ju 52/3ms sul sobborgo settentrionale di Fuencarral. Entrambi gli I-16 furono abbattuti. Uno di questi è stato attribuito a Sergente Maggiore Brunetto di Montegnacco mentre il secondo è stato rivendicato come condiviso tra il Sergente Presel, Baccara ed il Sergente Maggiore Eugenio Salvi.
Il pilota dello I-16 sovietico Leytenant Pavlov è stato ucciso.
Al mattino presto, il 18 febbraio, due N.37 nazionalisti (pilotati da piloti spagnoli) sono decollati, seguiti da tre Ju 52/3ms scortati dal Patrulla Azul spagnolo e dal Gruppo Fiat italiano (totalmente 25 CR.32 inclusi gli spagnoli). Quando arrivarono davanti a Jarama, i CR.32 girarono in modo da pattugliare parallelamente il fronte, mentre una grande schiera di combattenti di Polikarpov aspettava dall'altra parte. Quando l'IMAM Ro.37s e lo Ju 52/3ms sono tornati sani e salvi, il capitán Joaquín García Morato ha rotto la formazione e, seguito dal teniente Julio Salvador Díaz-Benjumea e dal capitán Narciso Bermúdes de Castro, si è lanciato sui caccia sovietici vicino ad Arganda. Ignorando i recenti ordini che li impedivano di ingaggiare un numero superiore di aerei nemici, i piloti italiani Tenente Corrado Ricci (aviatore), Tenente Enrico Degli Incerti, Capitano Guido Nobili e Fiacchino andarono in aiuto dei loro compagni spagnoli guidando i loro rispettivi velivoli contro la grande formazione repubblicana dei caccia Polikarpov.
Alla fine, l'intero gruppo prese parte alla battaglia, combattendo contro 21 Polikarpov I-15 e 18 I-16, e gli italiani dichiararono che quattro "caccia Curtiss" erano stati distrutti e cinque probabilmente, oltre a sei Ratas distrutti e due probabilmente. Un I-16 e probabilmente due I-15 sono stati rivendicati dal Tenente Enrico Degli Incerti, mentre il Sergente Maggiore Silvio Costigliolo ha rivendicato un I-15 nella zona di Arganda. Il Sergente Maggiore Presel ha ingaggiato probabilmente due I-15 ed il Sergente Maggiore Brunetto di Montegnacco ha ingaggiato due I-16. Tra gli spagnoli, il Capitán Morato, che è tornato con danni al suo caccia, è stato accreditato con uno I-15 ed un altro come probabile, mentre il Teniente Salvador è stato accreditato con uno I-16 ed un secondo caccia come probabile.
Gli italiani non hanno subito perdite durante questa azione, e solo un pilota solitario è stato costretto a fare un atterraggio di emergenza dopo essere stato ferito; il danno alla sua CR.32 è stato rapidamente riparato.
Quando l'attacco nazionalista al Paese Basco iniziò alla fine di marzo del 1937, il I Gruppo fu spostato a nord e la 3ª Squadriglia era di stanza all'Aeroporto di Vitoria.
La 3ª Squadriglia fu comandata dal Capitano Mario Viola ("Viotti") che guidò la prima formazione di cinque aerei (con i piloti di riserva) di solito comprendente il Tenente Luigi Mariotti (militare), Ottorinio Cappellini, Giannoti ("Vitullo"), Curilli, Sartori e Romagnoli.
La seconda formazione fu guidata dal Tenente Corrado Ricci e di solito comprendeva (con i piloti di riserva) il Tenente Giuseppe Mollo, il Sergente Maggiore Presel, il Sergente Maggiore Brunetto di Montegnacco, Eugenio Salvi, Galadini, Bernardino Serafini e Virgilio Pongiluppi.
Nell'aprile 1937 fu formato il XVI Gruppo "Cucaracha" dell'Aviazione Legionaria che comprendeva la 24ª Squadriglia (precedentemente 1ª), 25ª Squadriglia (precedentemente 2ª) e 26ª Squadriglia (precedentemente 3ª).
Durante il pomeriggio del 4 giugno, dieci CR.32 della 26ª Squadriglia, comandata dal Capitano Mario Viola, si scontrarono con gli 16 I-15 tra le due basi repubblicane della Escuadrilla Baquedano (San Juan de Somorrostro e Sondica). I piloti italiani hanno dichiarato di aver abbattuto sette "caccia Curtiss" senza perdite, il Capitano Viola è stato accreditato con due vittorie individuali il Sergente Maggiore Presel con una.
Sebbene entrambe le parti abbiano drasticamente sopravvalutato le loro affermazioni, il pilota spagnolo dello I-15 Marcelino Alonso Romero di Escuadrilla Baquedano ha perso la vita durante questo incontro.
La mattina del 5 giugno, Presel scrisse in una lettera alla sua famiglia in Italia:
"Dopo una pausa di molti giorni, abbiamo eseguito un magnifico volo che ci ha permesso ancora una volta di sconfiggere i nostri avversari. Ho aumentato il mio numero di aerei distrutti, che ora è a 14 da solo, più dieci insieme alla squadriglia, mettendomi in cima alla lista degli assi. E pensare che non è ancora finita."
Più tardi, la Squadriglia 26ª mise a bada il campo d'aviazione di Somorrostro. Hanno distrutto sei I-15 di Escuadrilla Baquedano sul terreno, tre che sono stati rivendicati dal Tenente Corrado Ricci mentre Sergente Maggiore Presel (CR.32 NC 208/3-2) ne ha rivendicati due (sembra che uno di loro avesse appena preso il volo quando venne abbattuto da Presel) ed il Sergente Maggiore Brunetto di Montegnacco. Quest'ultimo abbatté anche un altro I-15 nelle vicinanze di Castro Urdiales.
Venti minuti dopo l'inizio dell'attacco sull'aerodromo, il teniente Rafael Magriña Vidal, patrulla CO della Escuadrilla de Chatos del Norte, apparve sulla base dopo essere tornato da Santander con un I-15 riparato. Calandosi sui CR.32s con il sole alle spalle, la magaña si attaccò immediatamente alla coda del capo della pattuglia, Tenente Ricci, prendendolo di sorpresa. Quest'ultimo pilota, che si era concentrato sui bombardieri repubblicani a bassa quota ed a bassa velocità, ora si trovava in grave pericolo. Il Sergente Maggiore Presel rapidamente venne in suo aiuto, ma senza aprire il fuoco, poiché aveva esaurito tutte le sue munizioni o le sue mitragliatrici si erano inceppate dopo i suoi lunghi attacchi.
L'intervento tempestivo di Presel ha permesso a Ricci di scrollarsi di dosso il suo avversario, che ha compiuto una brusca virata a sinistra e ha seguito invece il CR.32 di Presel. L'italiano, che volava a 1.500 piedi, era in una svolta a destra in quel momento. Sfruttando al massimo la manovrabilità dello I-15 e la limitata velocità del caccia Fiat dopo l'attacco a bassa quota di Presel, Magriña riuscì a infilarsi dietro il CR.32 e ad abbatterlo in mare appena al largo. Presel morì prima che l'aereo colpisse l'acqua, dopo essere stato colpito attraverso il suo lato destro e il collo. Il suo corpo e il suo aereo distrutto furono recuperati poco dopo e mostrati brevemente sulla spiaggia sabbiosa. Lo stesso Magriña organizzò la sepoltura di Presel in un cimitero vicino alla città di San Juan.
Durante la sua breve carriera militare, il sergente Maggiore Presel era stato decorato con due medaglie d'argento e una di bronzo al valor militare, e ricevette postumo il più alto onore militare italiano, la medaglia d'oro al valor militare.
Al momento della sua morte, Presel è stato accreditato con 12 vittorie personali e 10 vittorie condivise, 2 probabili e 2 I-15 distrutti sul terreno durante il suo ultimo volo (uno dei quali, secondo la testimonianza di Ricci, ha preso fuoco sulla pista subito dopo aver decollato e potrebbe quindi essere considerato come la sua 13^ vittoria).
Quando il teniente Rafael Magriña Vidal fu ucciso in combattimento da un Bf 109 vicino a Santander il 17 agosto, indossava la sciarpa di Presel al collo.

### Annotazioni
1. ↑  Il sergente Ercilla, aveva acquisito una certa notorietà cinque giorni prima di questa azione, quando aveva sparato e ucciso un ufficiale nazionalista mentre stavano volando insieme su di un Breguet 19 dal Marocco spagnolo alla Spagna. Ercilla atterrò sull'aeroporto di Madrid-Getafe, dove si unì all'aviazione repubblicana. Rimase ucciso in azione il 13 settembre 1936.
2. ↑  Il caccia nemico si schiantò al suolo era pilotato dal francese di nome Maxime Hantz, proveniente dall'Alsazia, che fu trovato morto al proprio posto di pilotaggio. Hantz aveva 40 anni, ed era un veterano della prima guerra mondiale, dove aveva prestato servizio come pilota nelle Escadrille 521 e Escadrille 523, che era entrato nella Escuadra España come pilota mercenario.
3. ↑  Il caccia si schiantò al suolo in territorio amico tra Talavera e Madrid.
4. ↑  Dopo aver sganciato le bombe sull'obiettivo, il Potez gravemente danneggiato si schiantò al suolo ad est di Madrid.

### Fonti
1. ↑  Logoluso 2010.
2. ↑  Logoluso 2010.
3. ↑  Medaglie d'oro al valor militare sul sito della Presidenza della Repubblica